# Ніч грішників
«Ніч грішників» («Вища істина бомбіста Олексія») — радянський художній фільм 1991 року, знятий режисером Вадимом Костроменком на студії «Одіссей». Мелодрама за мотивами повісті Леоніда Андрєєва «Темрява». 

## Сюжет
Переховуючись від поліції, терорист-народовець Олексій випадково потрапляє в дім розпусти, де знайомиться з повією Любкою. Всього одна ніч відпущена їм долею, але вмістить вона два прожиті життя. Мелодрама, драма, трагедія — таке напруження пристрастей, яке переживають герої фільму.

## Додаткова інформація
Фільм створений одеською студією ХПТО "Одіссей" на замовлення ТПО "Союзтелефільм" у 1991 році.
Фільм виходив у двох версіях:
1) "Вища істина бомбіста Олексія" (ориг.назва - "Высшая истина бомбиста Алексея") двосерійна - 130 хв (64хв.35сек та 65хв.30сек.)
2) "Ніч грішників" (ориг.назва - "Ночь Грешников") повнометражна - 86 хв.

## У ролях
- Людмила Шевель — Любка
- Руслан Кахруманов — Олексій
- Юрій Саранцев — Гордій Іванович, жандармський пристав
- Сергій Чонішвілі — Лаврентій Карлович, жандармський пристав
- Алла Будницька — мадам, господарка будинку
- Олексій Ясулович — Маркуша, лакей у будинку розпусти
- Ігор Волков — письменник
- Анатолій Шведерський — начальник жандармерії
- Наталія Рожкова — повія
- Марина Сахарова — повія
- Наталія Іпатова — повія
- Олена Торшина — повія
- Геннадій Воропаєв — губернатор
- Наталія Батрак — Анна, соратниця Олексія
- Олександр Калугін — жандарм
- Геннадій Юров — філер
- Олексій Агоп'ян — епізод
- С. Адамчук — епізод
- А. Артюхіна — епізод
- Богдан Барановський — клієнт
- О. Бондарюк — епізод
- Л. Вольфовська — епізод
- Михайло Гайнуллін — епізод
- В. Гагкаєв — епізод
- В. Грановський — епізод
- Сергій Дудко — перукар
- Станіслав Захаров — епізод
- Сергій Зуєнко — епізод
- В. Курилько — епізод
- Тамара Карпенюк — епізод
- І. Куликова — епізод
- Дмитро Костроменко — жандарм
- В. Лабунець — епізод
- Ф. Любарський — епізод
- Юрій Макаров — епізод
- І. Меккельс — епізод
- Олег Мельник — епізод
- А. Міхєєв — епізод
- Олександр Морєв — епізод
- Ю. Орловський — епізод
- Валерій Ольшанський — епізод
- Наталія Потапова — епізод
- Сергій Пожогін — епізод
- Ю. Поваляєв — епізод
- Борис Тетерін — епізод
- Ірина Токарчук — епізод
- Тетяна Уланова — епізод
- А. Фішер — епізод
- Микола Харитонов — епізод
- Василь Хлусевич — епізод
- Анна Харчевникова — епізод
- М. Царьов — епізод

## Знімальна група
- Режисер-постановник: Вадим Костроменко
- Сценарист: Дмитро Костроменко
- Оператор-постановник: Микола Ільчук
- Художник-постановник: Олександр Денисюк
- Художник по костюмах: Тетяна Кропивна
- Композитор: Владислав Кладницький
- Звукооператор: Костянтин Купріянов
- Режисер: Норма Манн
- Оператор: Марк Народицький
- Художник-гример: Володимир Талала
- Режисер монтажу: Ельвіра Сєрова
- Редактор: Людмила Демченко
- Музичний редактор: Олена Вітухіна
- Директор картини: Олена Боднарюк